# Mine de cuivre de Yoshioka
La mine de cuivre de Yoshioka est une exploitation minière située à Takahashi dans la préfecture d'Okayama au Japon.

## Histoire
En 1773, le shogunat Tokugawa achète 144 monme par picul (en) de cuivre à la mine qu'il revend ensuite à Nagasaki à des marchands néerlandais et chinois. Le cuivre de la mine de Yoshioka est alors cité comme l'un des plus chers du Japon avec 178 185 monme (une ancienne monnaie japonaise).
La mine est achetée pour 10 000 yen en octobre 1873 par Iwasaki Yatarō, le fondateur du groupe Mitsubishi. L'exploitation apporte de grands bénéfices à l'entreprise du fait de l'emploi de travailleurs prisonniers. Ce succès donne de grands espoirs à Iwasaki Yatarō dans l'exploitation minière et il nomme Kondō Renpei au poste de directeur de la mine.
La mine représente en 1883 0,3 % des profits totaux de Mitsubishi, 0,1 % en 1884 mais 8,1 % en 1885 (très loin derrière la mine de charbon de Takashima qui représente en 1885 91,6 % des bénéfices totaux).
En 1907, un groupe de 13 ou 14 mineurs se rencontre secrètement et décide de présenter une série de demandes à la direction de la mine par rapport aux conditions de travail. Ils sont résolus à collecter 50 sen par mineurs pour financer leur campagne. Les dirigeants invitent 22 mineurs qu'ils essayent d'apaiser mais ceux-ci, suspectant un subterfuge, déclinent d'abord toutes leurs propositions. Les mineurs menacent la direction d'une grève générale s'ils n'obtiennent pas satisfaction. Les dirigeants cèdent finalement. Cet évènement se déroule dans le cadre d'un grand mouvement social de l'époque appelé l'« émeute d'Ashio » et touchant la plupart des mines du Japon.
Géologiquement, le gisement de Sasano de la mine de Yoshioka montre qu'un grand dépôt de skarn peut être formé à partir de roches alumineuses par du calcium (et du fer) fourni par des solutions hydrothermales.

## Galerie

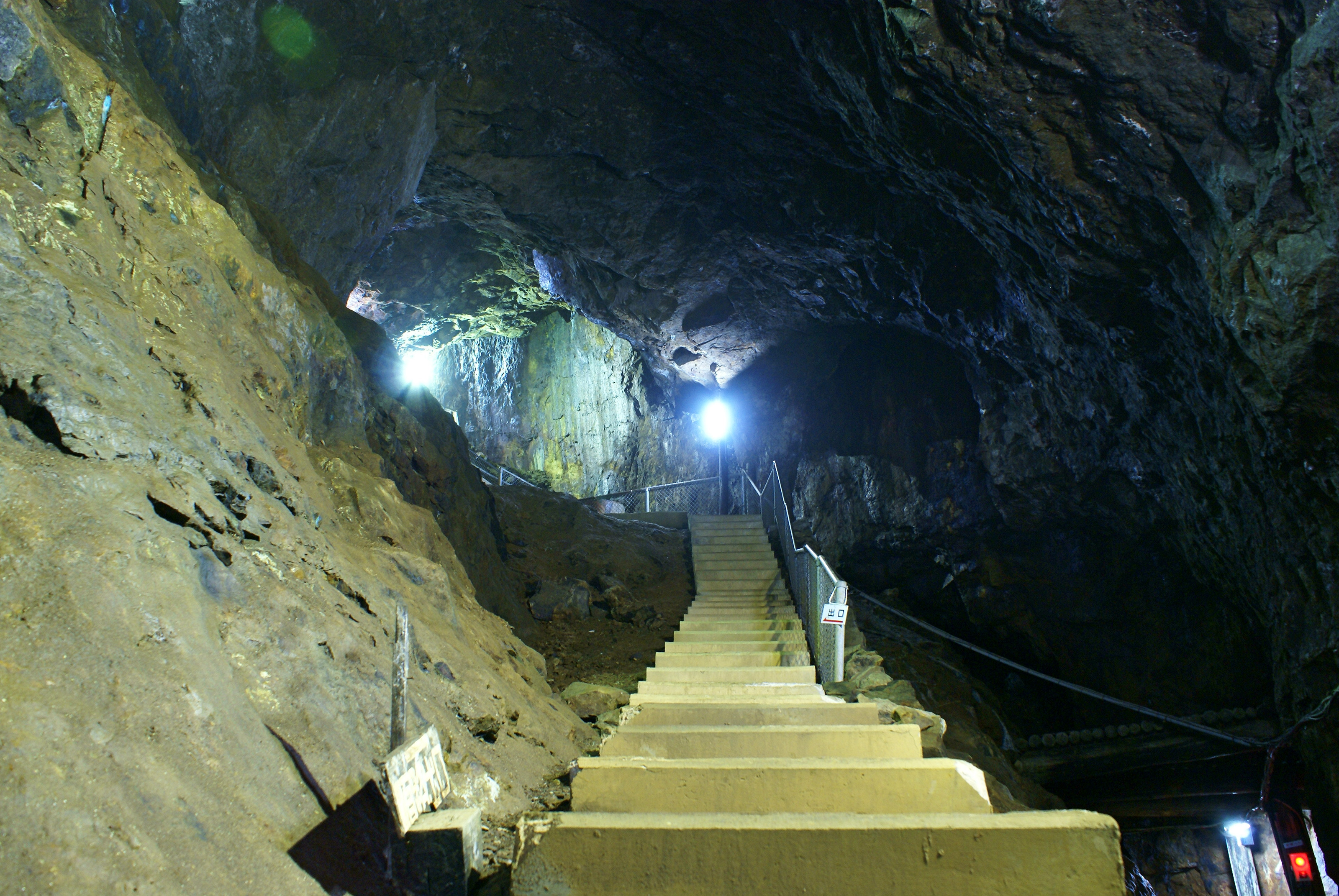
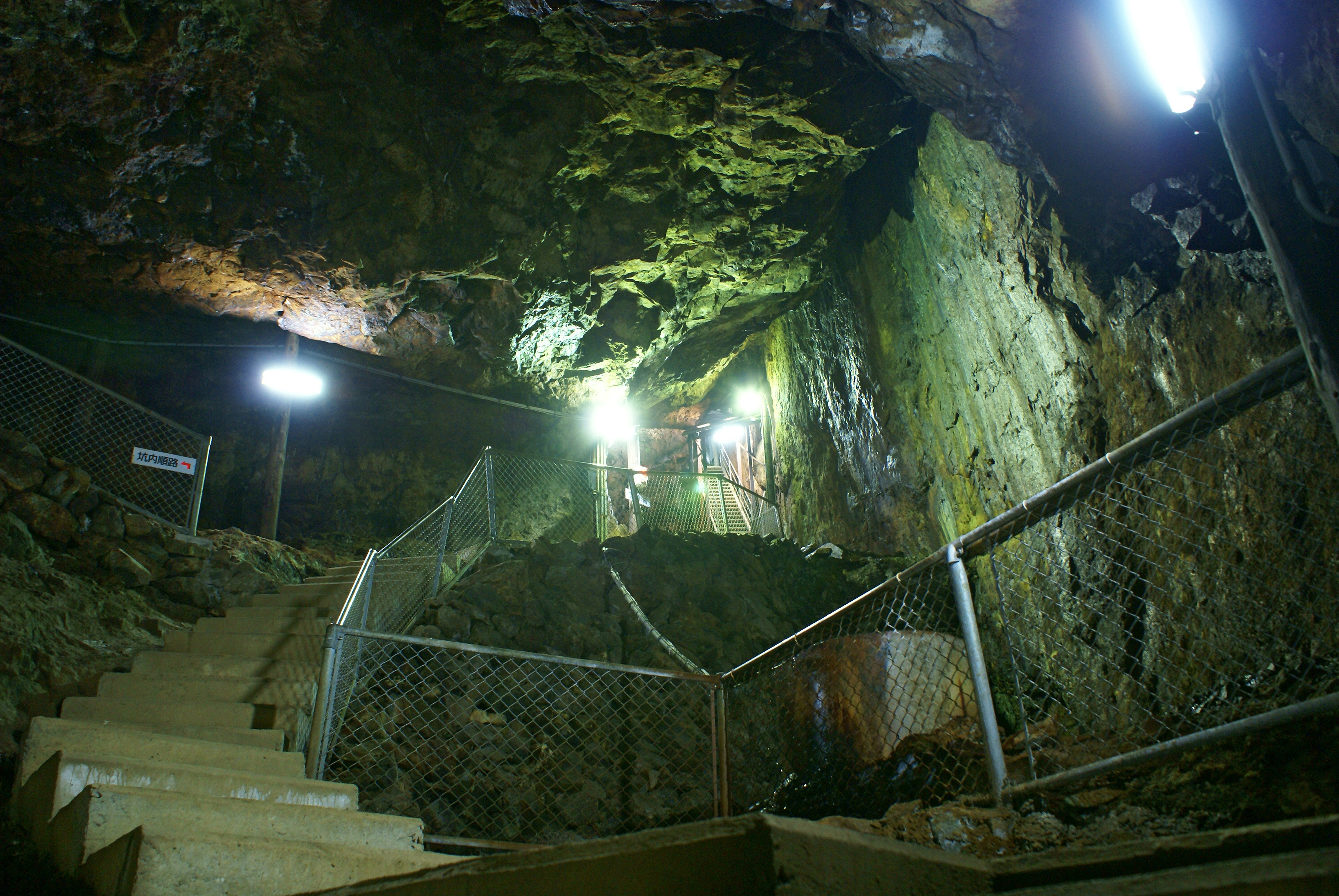
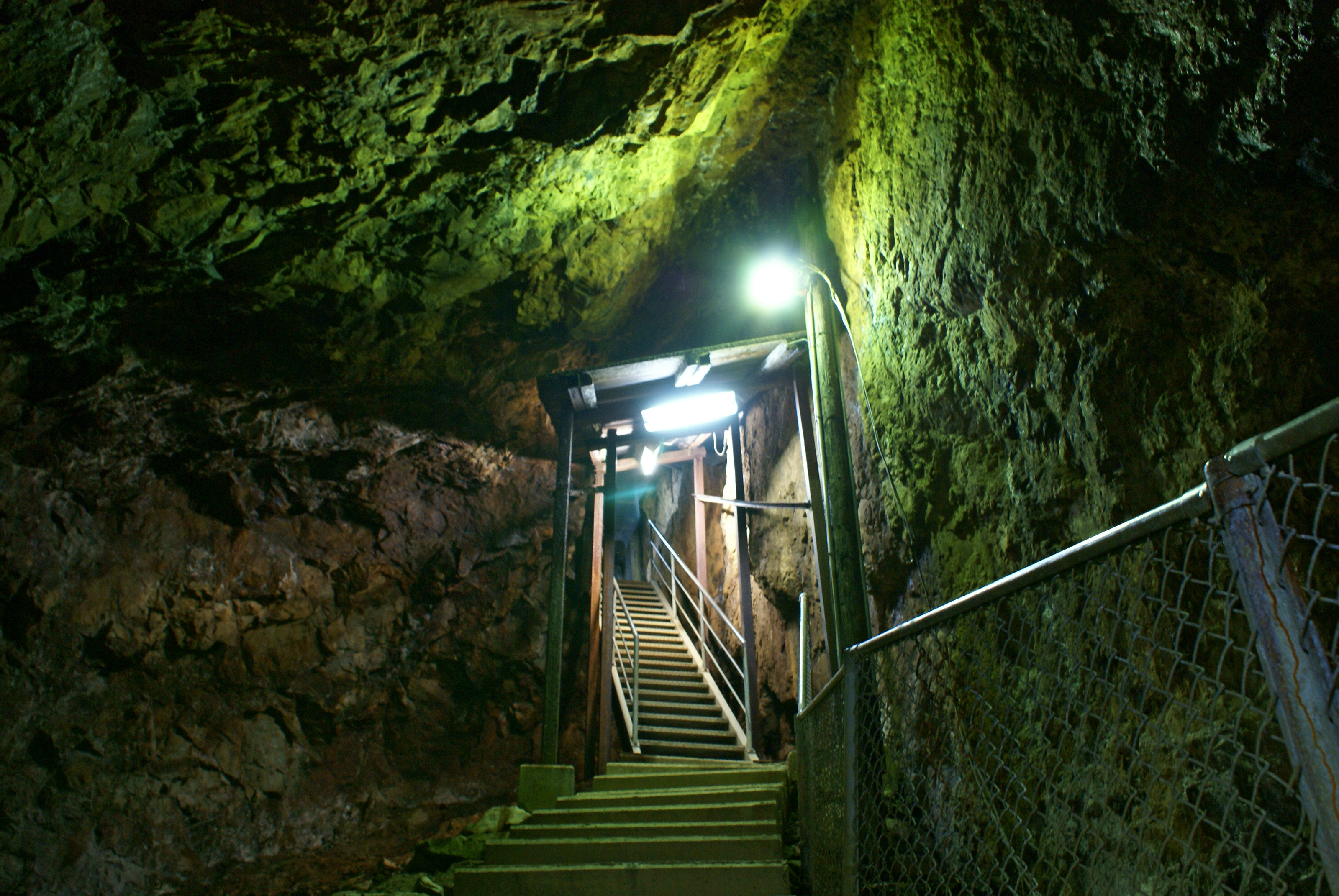
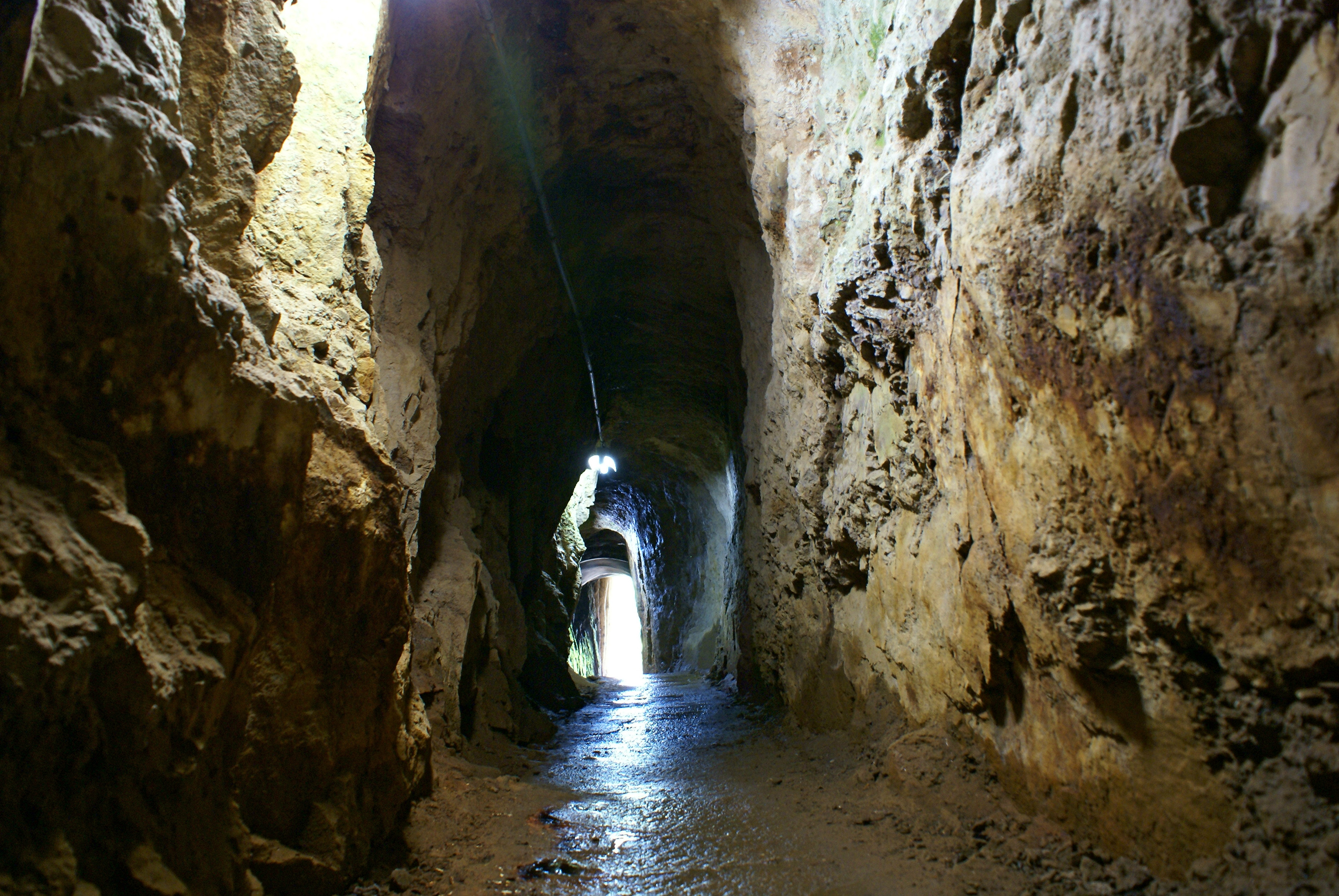
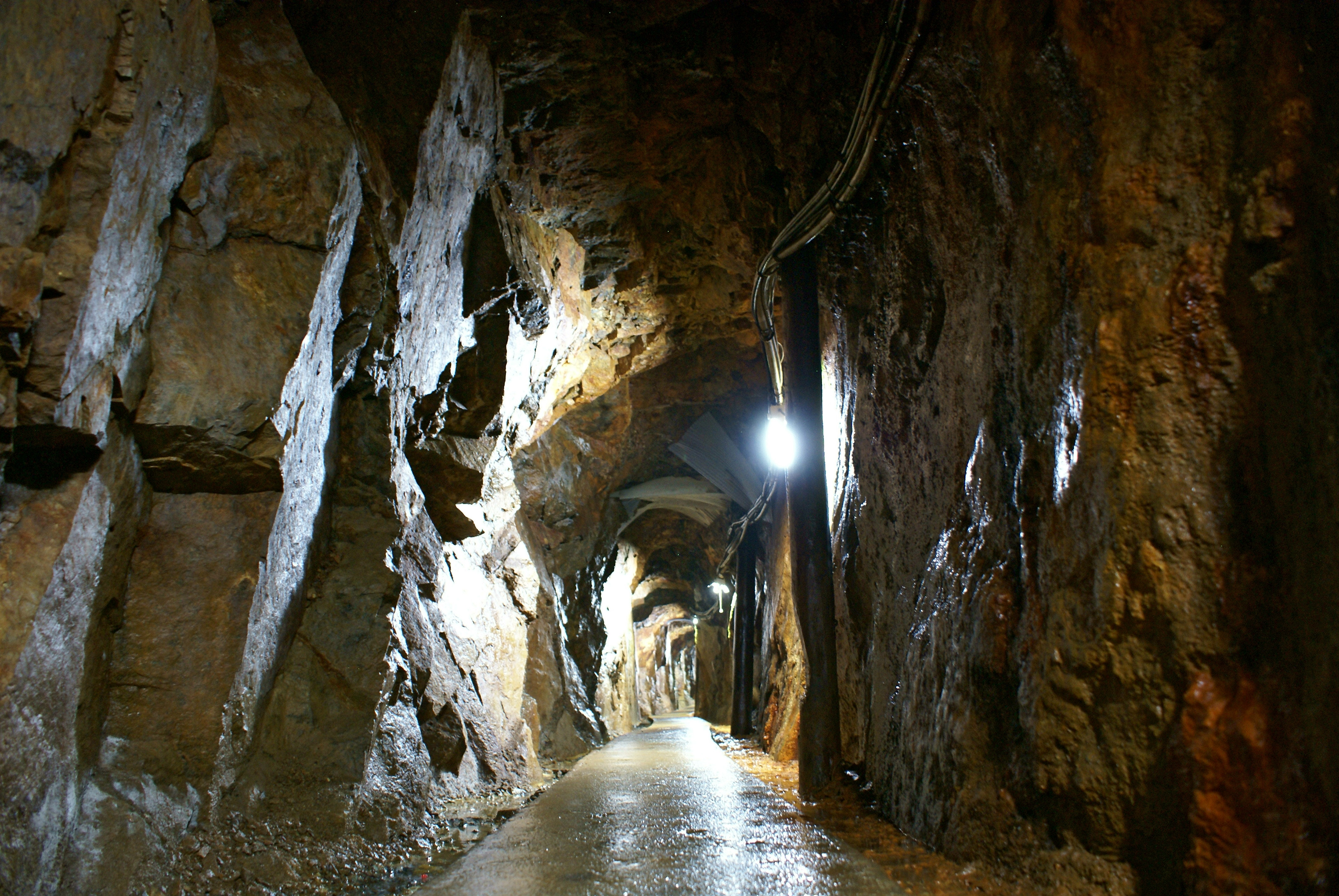
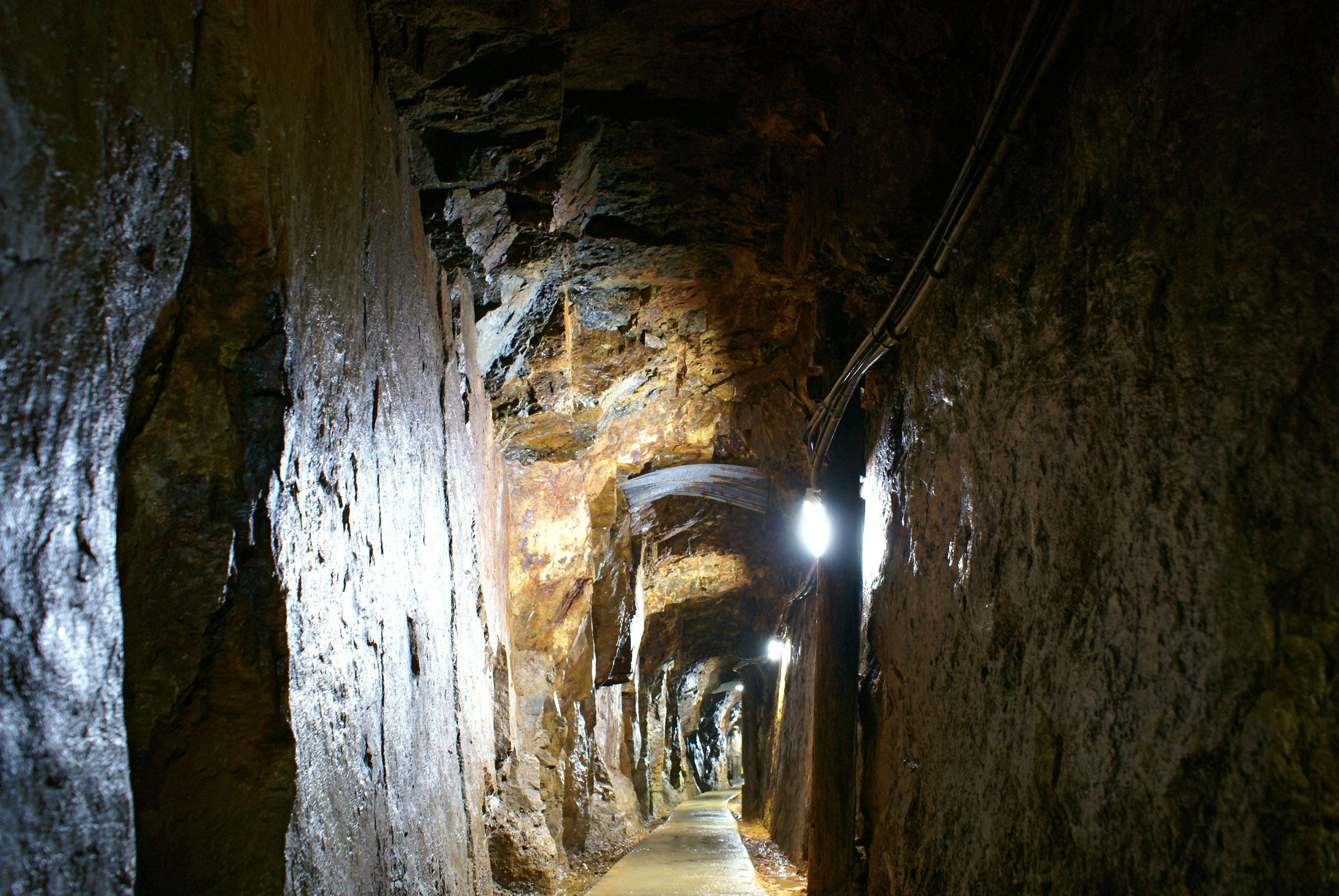
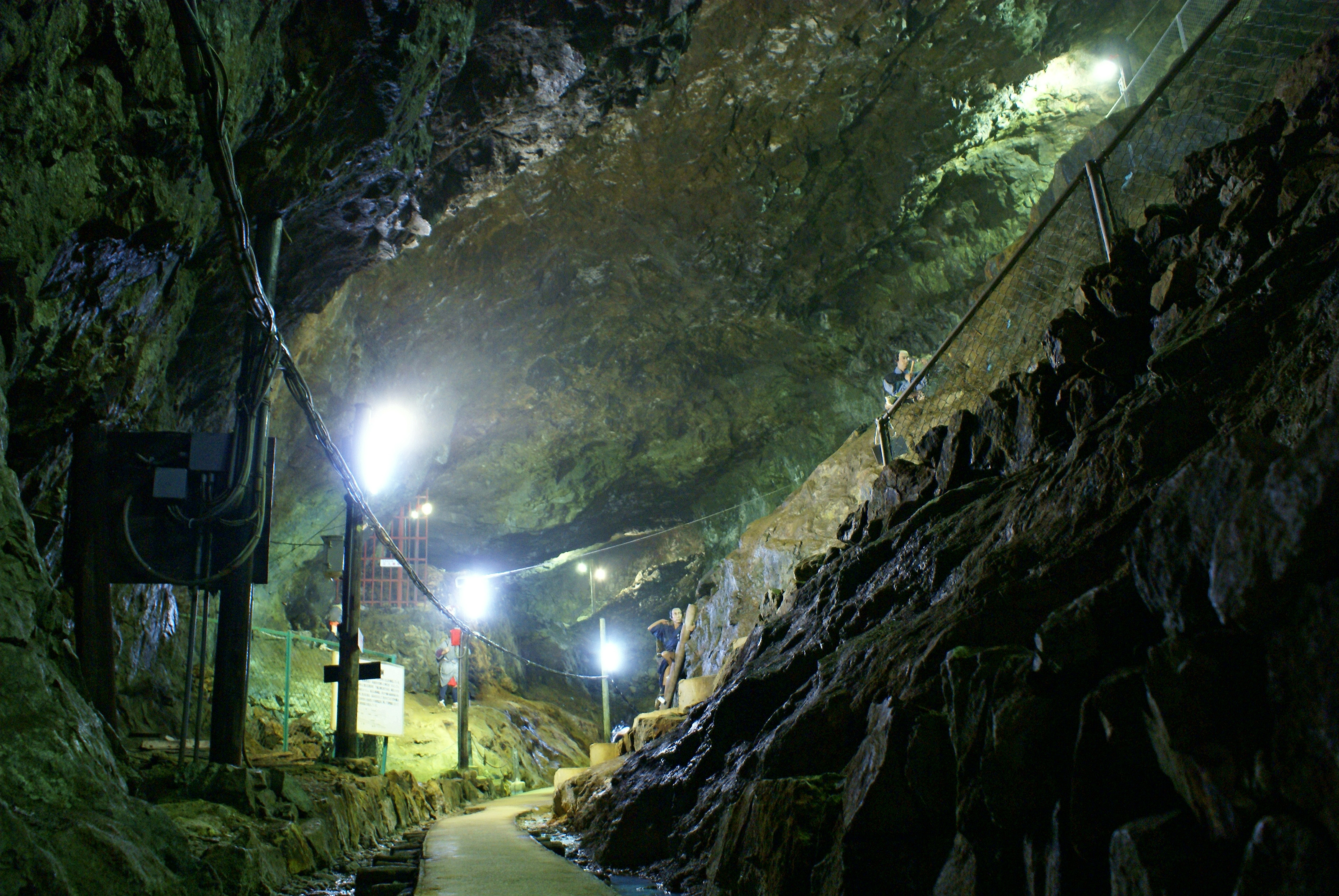
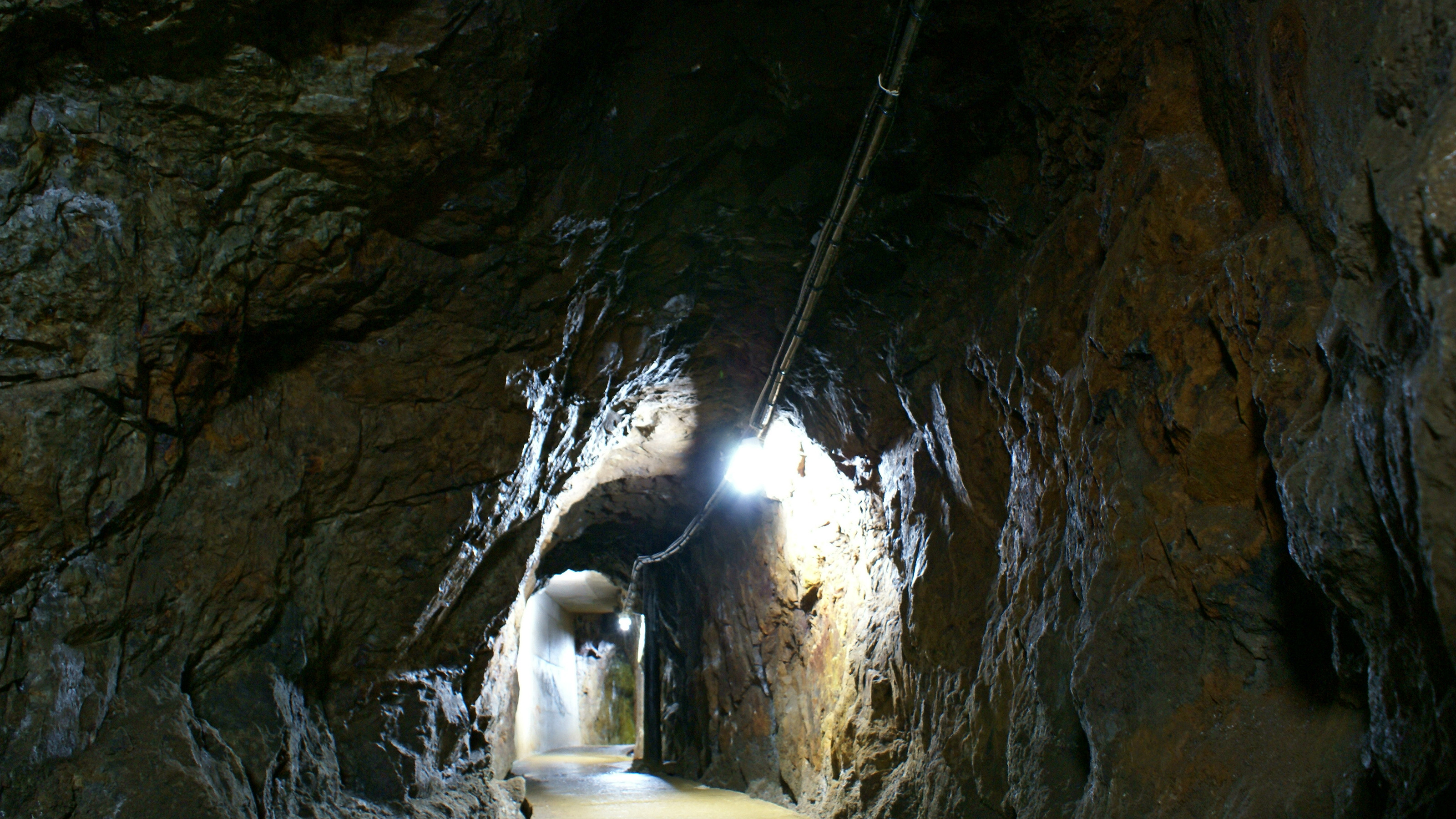
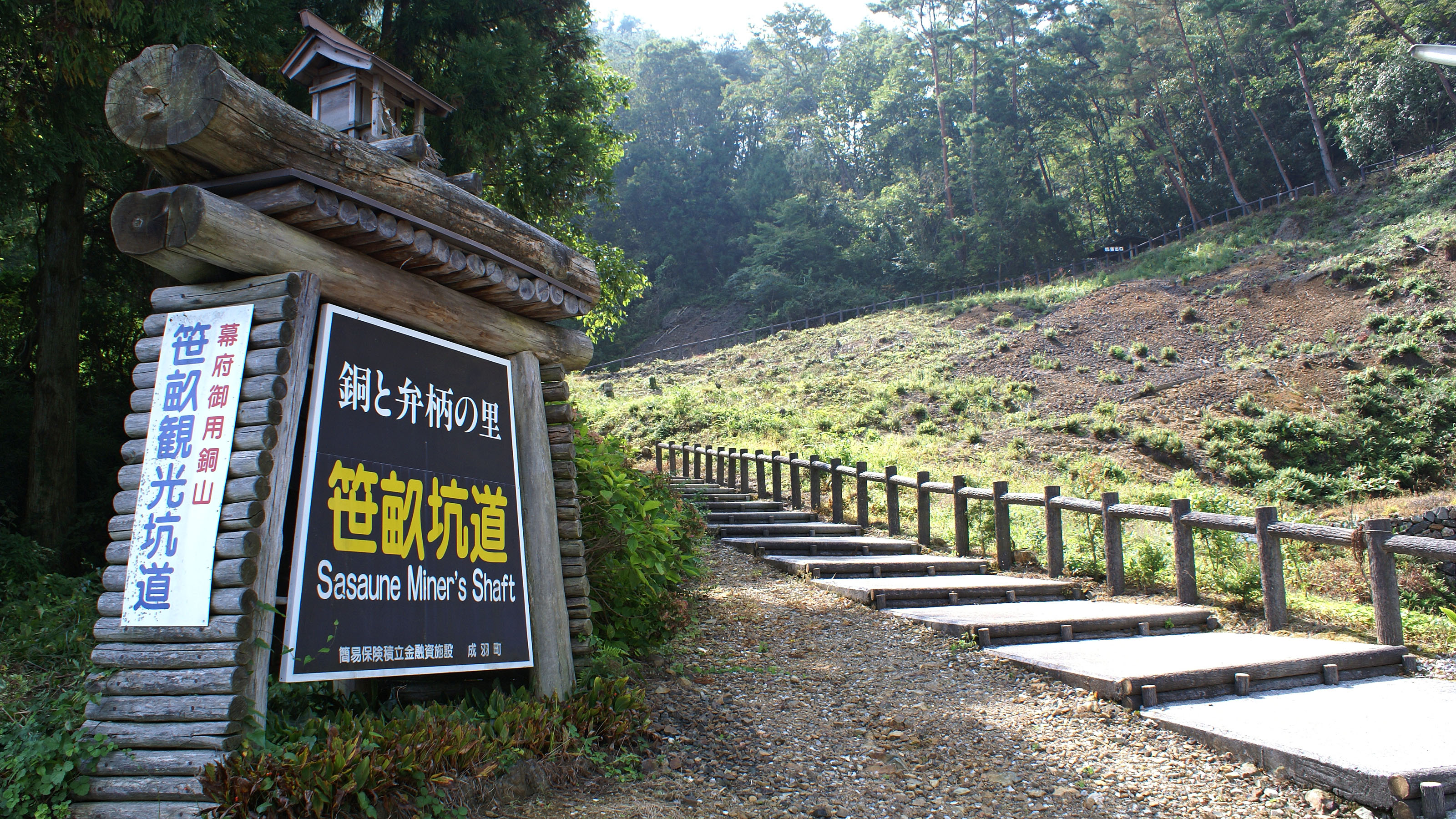
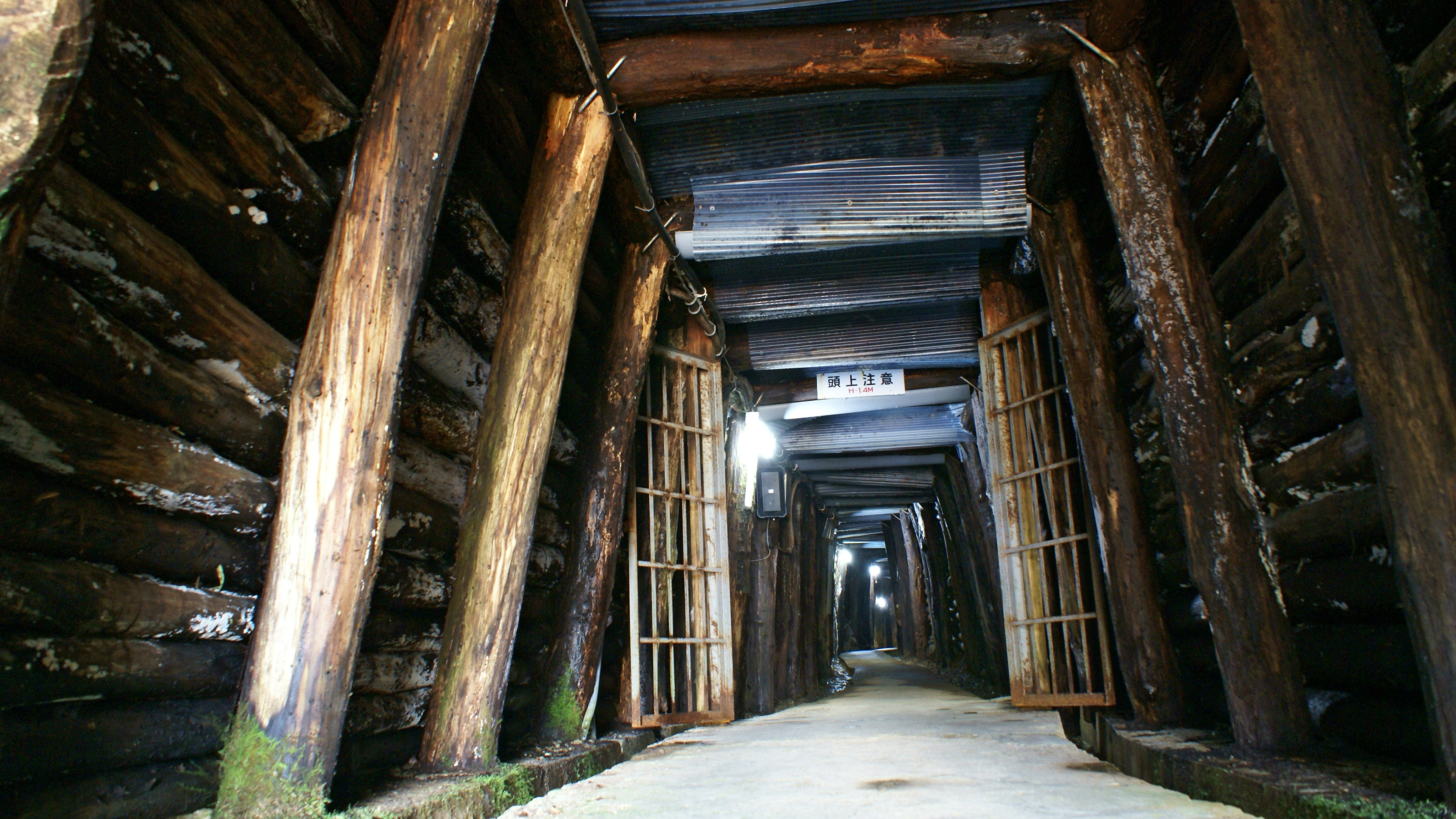
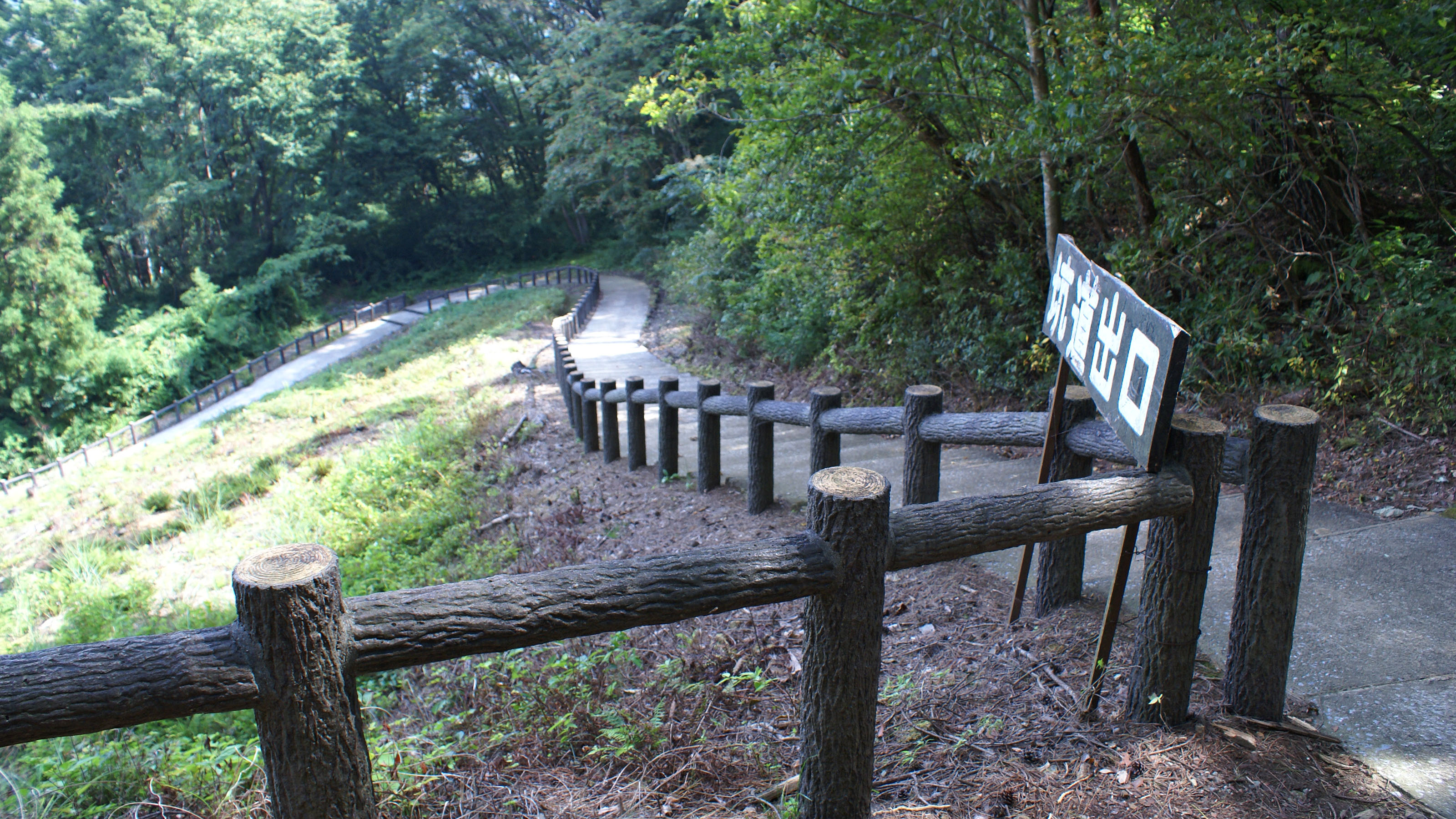